# Deaf School
Deaf School is een Britse rockband uit Liverpool. De oorspronkelijke bestaansperiode lag in de jaren 1970. Geformeerd door studenten en personeel van het Liverpool Art College, is Deaf School vernoemd naar de oefenlocatie, een voormalige school voor doven die een bijgebouw van een universiteit was geworden. Hun oorspronkelijke doel was om de kerstdans van de universiteit uit 1973 te spelen.

## Bezetting
- Bette Bright (zang)
- Enrico Cadillac (Steve Allen)[5] (zang)
- Eric Shark[6] (Thomas Sam Davis, 1950-2010) (zang)
- Ian Ritchie[7] (houtblazer)
- Max Ripple (John Wood)[8] (toetsen)
- Clive Langer[9] (gitaar)
- Steve 'Average' Lindsey[10] (basgitaar)
- Tim Whittaker[11] (drums)

## Geschiedenis
Tussen 1976 en 1978, het jaar waarin het uit elkaar ging, nam Deaf School drie albums op voor Warner Brothers. De artrockstijl van het eerste album had wortels in cabaret en latere publicatie evolueerden naar een harder punkrockgeluid. Deaf School wordt erkend als een belangrijke invloed op veel Britse muzikanten.
Bijna alle leden van de band genoten een succesvolle carrière, met name gitarist Clive Langer, die Madness en Dexys Midnight Runners produceerde, twee niet-Liverpoolacts die Deaf School als een invloed noemen. Langer schreef ook (met Elvis Costello) het nummer Shipbuilding.
De informele vroege bezetting werd geleidelijk afgebouwd, hoewel de liveshows nog steeds chaotisch en kleurrijk waren, gekenmerkt door hun diversiteit aan kostuums en instrumentatie, met sterke elementen van uitvoerende kunst. Het debuutalbum 2nd Honeymoon van Deaf School werd in augustus 1976 in het Verenigd Koninkrijk uitgebracht. De ontvangst werd destijds gedempt door de plotselinge populariteit van punkrock, een stijl waarvan de woede en urgentie op gespannen voet leken te staan met de meer grillige en eclectische benadering van Deaf School. De band zelf leek dit probleem aan te pakken op de daaropvolgende albums Don't Stop The World (1977) en English Boys/Working Girls (1978), die agressiever en meer gefocust waren. Ondanks wat uitbundige promotie door Warner Brothers en hun aanhoudende populariteit als live-act, behaalde Deaf School geen significant hitparadesucces. In 1977 werden hun eerste twee albums samen opnieuw verpakt voor de Amerikaanse markt en verschillende Amerikaanse concerten werden gespeeld ter ondersteuning, maar er kwam geen commerciële doorbraak. Met wederzijds goedvinden verliet de band Warner Brothers in 1978 en ging een afzonderlijke carrière na.
Bij de ontbinding bleven verschillende leden in het muziekcircuit werken. Zangeres Bette Bright leidde haar eigen band The Illuminations (en trouwde met zanger Suggs van Madness). Clive Langer werd een van de belangrijkste platenproducenten van de jaren 1980 en 1990, onder meer door samen te werken met Madness, Morrissey, David Bowie, Dexys Midnight Runners en Bush. Bassist Steve Lindsey richtte The Planets op en scoorde een Top of the Pops-optreden met zijn nummer Lines. Enrico Cadillac jr (echte naam Steve Allen) voegde zich bij Ian Broudie (voormalig lid van Big in Japan) om de Original Mirrors te formeren die twee albums uitbrachten. Allen formeerde later The Perils of Plastic met voormalig Attractions-toetsenist Steve Nieve, voordat hij een succesvolle pan-Europese solocarrière begon, later het management van Espiritu op zich nam en een A&R-functie bij Warner Bros. Records van 1993 tot 2004. Ian Ritchie werd een productief componist, producent en sessiemuzikant. Eric Shark ging aan de slag met Geoff Davies en formeerde Probe Plus, verantwoordelijk voor onder andere Half Man Half Biscuit.
In 1988 kwamen de meeste voormalige leden van Deaf School weer bij elkaar voor liveoptredens met een van hun uitvoeringen in Liverpool, uitgebracht als het livealbum 2nd Coming, geproduceerd door Langer en Julian Wheatley. Gasten waren onder meer Reeves Gabrels van Tin Machine, Nick Lowe en Lee Thompson van Madness.
Tim Whittaker overleed in 1996, maar tien jaar later, in mei 2006, kwamen de overgebleven leden van Deaf School terug voor meer concerten, met als hoogtepunt een show in Liverpool voor de heropening van de New Picket in het nieuw gevormde Independent District op 27 mei. In september 2007 kwam Deaf School weer bij elkaar en speelde verschillende liveshows, waaronder een warming-up in de Dublin Castle pub in Camden Town, gevolgd door de Manchester Academy en de Carling Academy Liverpool. In december 2007 speelden ze weer op de Indigo2 locatie in The O2 in Londen voor Madness' aftershow party. In september 2009 deed de band shows in The Dublin Castle en The Garage in Londen voordat ze terugkeerden naar Liverpool voor vier uitverkochte concerten in The Everyman Theatre en een optreden op The Hope Street Festival. De drie studioalbums van Deaf School werden opnieuw gemasterd en uitgebracht in september 2009 bij het Lemon-label van Cherry Red.
De volledige band, aangevuld met ex-Crackout-drummer Nicholas Millard, speelde The Deaf School Xmas Bash-shows in december 2009 in de 100 Club in Londen en de Liverpool O2 Academy, waarmee het tien liveoptredens maakte in 2009, een primeur sinds de jaren 1970.
Bandlid Thomas Sam Davis (ook bekend als Eric Shark) overleed op 7 januari 2010 op 59-jarige leeftijd aan een longziekte. De band speelde in april twee concerten in Liverpool als eerbetoon, met gasten als Suggs, Ian Broudie en Kevin Rowland.
Deaf School kondigde begin 2011 negen liveoptredens aan, ook wel The Listen & Learn Tour genoemd, waaronder The Garage London en optredens in Sheffield, Manchester, Birmingham, Glasgow en Liverpool, met als hoogtepunt twee shows in Tokio. Het minialbum, Enrico & Bette xx werd uitgebracht in 2011 met de vijf nieuwe nummers You Turn Away, I Know I Know, The Enrico Song, Goodbye To All That en Scary Girlfriend.
Deaf School verscheen opnieuw in The Everyman Theatre Liverpool voor twee emotioneel geladen Goodbye to the Everyman-shows als onderdeel van de renovatie-afsluitingsevenementen en speelde op het Port Eliot-festival in juli 2011.
De biografie Deaf School: the Non-Stop Pop Art Punk Rock Party van Paul Du Noyer werd in oktober 2013 in het Verenigd Koninkrijk gepubliceerd door de Liverpool University Press, ter gelegenheid van de 40e verjaardag van de oprichting van de band.
In 2013 voegde Gregg Braden zich bij de band als vaste drummer. Het nieuwste album L A U N D E R E T T E van Deaf School werd op 27 mei 2015 in Japan uitgebracht door Hyabusa Landings. Het album bevat zeven nieuwe studionummers naast vijf nummers die in november 2014 live zijn opgenomen in het Floral Pavilion in New Brighton, samen met een bonusnummer uit 1987 met Eric Shark als leadzanger. Het volledig studioalbum Let's Do This Again Next Week met nieuw materiaal, hun eerste in 39 jaar, werd uitgebracht in december 2017 met nieuwe nummers geschreven door de band in verschillende formaties. Hoewel nog steeds een lid van de band, zorgden tourneeverplichtingen met Roger Waters (met wie hij drie decennia heeft samengewerkt) ervoor dat Ian Ritchie niet in staat was om bij te dragen aan de opnamen. Een korte tournee ter ondersteuning van het album, met de volledige bezetting van zeven personen van de band, volgde dezelfde maand.

## Discografie

### Singles
- 1977: 2nd Honeymoon / Don't Stop the World
- 1978: Thunder & Lightning / Working Girls

### Albums
- 1976: 2nd Honeymoon
- 1977: Don't Stop the World
- 1978: English Boys/Working Girls
- 1988: 2nd Coming: Liverpool '88
- 2003: What a Way to End It All: The Anthology